# Dominika Lasota
```
Dominika Lasota
 (
Bydgoszcz
, 
voivodato de Cuyavia y Pomerania
, 26 de noviembre de 2001) es una activista 
polaca
[
1
]
 por la justicia climática que ha sido una de las principales organizadoras del movimiento 
Fridays for Future
 en Polonia,
[
2
]
[
3
]
 en la 
COP26
 de Glasgow en noviembre de 2021
[
4
]
 y en conversaciones presenciales con líderes europeos acerca de la justicia climática y su relación con la 
invasión rusa de Ucrania
 en 2022.
[
5
]
[
6
]
The New York Times
 la describió como la representante de una "nueva marca de activista" al conectar el activismo climático con la oposición a la invasión rusa.
[
6
]
 Es una de los miembros fundadores del Consejo Consultivo, creado a raíz de las 
protestas en Polonia
 de octubre de 2020.
[
7
]
[
8
]
[
9
]
[
10
]
```

## Trayectoria
Lasota nació el 26 de noviembre de 2001. Estudió en Stonyhurst College en Inglaterra durante dos años alrededor de 2018-2019 y participó en campamentos juveniles en Estados Unidos.

### Huelga escolar por el clima
Lasota es una activista en el movimiento llamado Huelga Escolar por el Clima (también conocido como Viernes por el Futuro) y actualmente sigue activa en campañas sobre la legislación climática europea y por una Transición Justa, una transformación económica hacia una economía verde que proteja a los trabajadores.

### Activismo climático en Polonia
Dentro de Polonia, Paulina Sobiesiak-Penszko, del Instituto Polaco de Asuntos Públicos, describió a Lasota en 2022 como "la imagen del movimiento polaco de acción por el clima" y Deutsche Welle como "la principal organizadora de huelgas climáticas en Polonia".

#### Protestas
El 15 de junio de 2020, Lasota fue una de las activistas que organizaron un happening frente a la Cancillería del Primer Ministro de Polonia para presionar al Gobierno polaco sobre las cuestiones relacionadas con la crisis climática en la reunión del Consejo Europeo del 19 de junio de 2020.
Lasota argumentó que, puesto que se escucharon los consejos de los científicos durante la pandemia del COVID-19, también deberían escucharse los del Grupo Intergubernamental de Expertos sobre el Cambio Climático (IPCC) en sus informes de evaluación y especial.
Lasota criticó que el equipo del Primer Ministro no interviniera en el ataque a un activista climático. El ataque se produjo durante una reunión entre políticos y público en Bydgoszcz el 26 de junio, en relación con las Elecciones presidenciales de Polonia de 2020. Varias "personas mayores" atacaron a la activista climática Malwina Chmara, "a sólo 1,5-2 metros del Primer Ministro", según Lasota. Lasota declaró que "no se hizo nada para detener el ataque". Lasota y Chmara dijeron que no entendían el motivo de los violentos ataques, y les pareció lamentable que ni la oficina del primer ministro ni la del presidente se disculparan por la falta de intervención.
En una protesta realizada en agosto de 2020 frente al Ministerio de Bienes del Estado, encabezada por el ministro Jacek Sasin, Lasota declaró que los políticos excluían a los ciudadanos en la toma de decisiones en relación con la crisis climática, favoreciendo en cambio al grupo de presión polaco del carbón.
En una protesta en Bydgoszcz en septiembre de 2020, argumentó que la crisis climática afectaba a las personas de forma desigual, ya que los más pobres tenían menos posibilidades de proteger sus casas de huracanes e inundaciones. Afirmó que entre los efectos de la crisis climática que se sintieron en Polonia se incluyen los incendios de abril de 2020 en el Parque Nacional de Biebrza y las pérdidas de los agricultores debido a la sequía. Lasota declaró que ella y los demás activistas climáticos pretendían "retar al primer ministro polaco a una transformación justa" en relación con el calentamiento global.

#### Medios
En julio de 2022, junto con el físico atmosférico Szymon Malinowski y el climatólogo Bogdan Chojnicki, Lasota fue entrevistada en TVN24 sobre el aumento de las sequías en Polonia.

### COP26
En la Conferencia de las Naciones Unidas sobre Cambio Climático de 2021 (COP26) llevada a cabo en el mes de noviembre, en Glasgow, Lasota, junto con otros activistas de Fridays for Future, incluidas Vanessa Nakate y Nicole Becker, realizaron una protesta el 8 de noviembre, antes de un discurso del expresidente estadounidense Barack Obama, argumentando que no había cumplido su promesa de proporcionar 100.000 millones de dólares estadounidenses en fondos para el clima a los países en desarrollo. Más tarde, durante la COP26, Lasota argumentó que "la crisis climática tiene un género. Está alimentada por muchos hombres blancos privilegiados del norte global, especialmente del oeste... no es una sorpresa que sean las mujeres las que den un paso al frente". Lasota, Nakate y Greta Thunberg se reunieron con Nicola Sturgeon, Primera Ministro de Escocia, durante la conferencia. El periódico de Glasgow The Herald describió a Lasota, Thunberg y Nakate como líderes en la limitación del calentamiento global. La profesora de psicología Yvonne Skipper describió la reunión de Lasota y sus colegas con Sturgeon como "un efecto de impulso" al alentar a otros jóvenes a tomar medidas contra la emergencia climática.

### 2022 Invasión rusa de Ucrania
En marzo de 2022, durante la invasión rusa de Ucrania de 2022, Lasota y tres activistas más de Fridays for Future se reunieron con la presidenta de la Comisión Europea, Ursula von der Leyen. Lasota describió a Von der Leyen como "fuertemente comprometida" con el objetivo de pasar de los combustibles fósiles a las energías renovables. Von der Leyen describió a Lasota y sus colegas como "mujeres jóvenes muy brillantes, muy bien informadas". En mayo de 2022, al final de una charla del presidente francés Emmanuel Macron, Lasota y Wiktoria Jędroszkowiak confrontaron a Macron con preguntas argumentando que la crisis climática debería detenerse y que detener la compra de combustibles fósiles de Rusia ayudaría a detener la invasión rusa de Ucrania de 2022. El video de la interacción se difundió viralmente.
El New York Times describió a Lasota y Jędroszkowiak como "líderes de una nueva ala dinámica del movimiento contra la guerra" en el sentido de que combinaron la oposición a la invasión rusa con el activismo climático. Definió a las mujeres como "un tipo diferente de activistas, jóvenes, en su mayoría mujeres y en su mayoría de Europa del Este, que creen que la guerra de Ucrania es una manifestación brutal de la dependencia mundial de los combustibles fósiles" y que "enfrentan a los líderes de Europa cara a cara".
A fines de mayo de 2022, Lasota, Jędroszkowiak y otras activistas realizaron una protesta frente al edificio Berlaymont de la Comisión Europea durante una reunión de líderes de la UE que discutían las sanciones relacionadas con Rusia. Las activistas interpretaron la decisión de los líderes de la UE de embargar alrededor del 80 por ciento del petróleo ruso como un "éxito mixto".

### COP27
Lasota y Wiktoria Jędroszkowiak asistieron a la COP27 en noviembre de 2022. El 7 de noviembre, como uno de los líderes de un grupo activista de europeos del Este, Lasota se reunió de nuevo con von der Leyen, argumentando que no se justificaban nuevas inversiones en combustibles fósiles, ni en respuesta a la invasión rusa de Ucrania, ni a la crisis de los costes energéticos, ni a la crisis climática.
El 8 de noviembre, Lasota habló brevemente con el presidente polaco, Andrzej Duda, sobre si el Gobierno era suficientemente activo en relación con la crisis climática. La charla de Lasota con Duda fue considerada por los medios de comunicación polacos como el acontecimiento más importante de la COP27 el 8 de noviembre. Lasota declaró a un periodista de TVN24 que las leyes relacionadas con el uso de combustibles fósiles se aprobaron fácilmente en Polonia, mientras que una ley relacionada con las turbinas eólicas parecía haber sido bloqueada, con el efecto de retrasar el desarrollo de la energía renovable en Polonia. En una entrevista con Wysokie Obcasy, Lasota declaró que la respuesta de Duda a su pregunta era "una mentira y una falta climática (en polaco: przewinienie), ya que aferrarse a la falsa creencia y promesa de que podemos seguir con el carbón en los tiempos actuales es escandaloso" Paulina Sobiesiak-Penszko, del Instituto Polaco de Asuntos Públicos, describió a Duda como un "viejo blanco" que trató a Lasota irrespetuosamente en su debate de la COP27.
El 15 de noviembre, junto con Jędroszkowiak y las activistas ucranianas Svitlana Romanko, Valeria Bondarieva y Viktoriya Ball, Lasota protestó durante una sesión celebrada por los rusos, cuya delegación de 150 personas en la COP27 incluía a 33 grupos de presión del sector del combustible. Los activistas gritaron a la delegación rusa que los rusos eran criminales de guerra que no tenían derecho a estar presentes en la conferencia y no merecían respeto. Lasota preguntó: "¿Cómo se atreven a sentarse aquí en paz? Son unos criminales de guerra. No se merecen ningún respeto". Lasota calificó a los rusos de "despreciables" (en polaco: podłymi) y levantó una pancarta "Los combustibles fósiles matan" frente a los delegados rusos. Lasota y los demás activistas fueron obligados a salir por el personal de seguridad, y otros, entre ellos miembros de la delegación polaca y activistas climáticos alemanes, también abandonaron la sala.
Lasota y Jędroszkowiak describieron la COP27 como una operación de ecoblanqueo en gran medida. Dijeron que la comunidad de activistas climáticos estaba dividida sobre si asistir, dada la situación de los derechos humanos en Egipto durante la presidencia de El-Sisi y las expectativas de ecoblanqueo. Lasota y Jędroszkowiak decidieron asistir a la reunión con el objetivo de promover decisiones que favorezcan a las personas en lugar de las que favorecen al lobby de los combustibles. Describieron la situación real durante la reunión como autoritaria, con las contribuciones de los activistas a la reunión estrictamente controladas, y los activistas sintiéndose en peligro y sin ser tomados en serio. Lasota y Jędroszkowiak pidieron apoyo para la Iniciativa del Tratado de No Proliferación de Combustibles Fósiles.

### Consejo Consultivo
Lasota fue elegido como uno de los miembros fundadores del Consejo Consultivo creado el 1 de noviembre de 2020 en el contexto de las protestas polacas de octubre de 2020, como contacto con el movimiento School strike for climate.